# La Antigua
La Antigua è un comune spagnolo di 595 abitanti situato nella comunità autonoma di Castiglia e León.